# Manuel Maria Barbosa du Bocage
Manuel Maria Barbosa du Bocage, född 15 september 1766 och död 21 december 1805, var en portugisisk diktare.
Bocage tillhörde den utgående klassiciteten i Portugal, vilken han emellertid även bekämpade. Efter hans diktarnamn "Elmano Sadino" har poeterna av hans skola kallats elmanister.